# Лора де Шабанэ
Лаура (Лора) де Шабанэ (фр. Laure de Chabanais; ок. 1245 — 1316) — графиня Бигорра в 1283—1292 годах, дама де Шабанэ и де Конфолан.
Дочь Журдена Эскивата III, сеньора де Шабанэ, и его жены Аликс де Бигор.

Графство Бигор на карте Гаскони

В 1283 году после смерти брата — Эскивата IV де Шабанэ стала его единственной наследницей.
Притязания на графство Бигор предъявил виконт Беарна Гастона VII — по правам своей покойной жены Маты. Он провозгласил графиней Бигора дочь — Констанцию. Были и другие претенденты на наследство.
Лаура обратилась за помощью к английскому королю — своему сюзерену в качестве герцога Гаскони. Тот до выяснения всех обстоятельств и до окончания суда наложил на графство арест.
В ответ на это французский король Филипп Красивый в 1292 году объявил Бигор конфискованным. Это было сделано на основании того, что в 1265 году Симон де Монфор уступил свои права на Бигор наваррскому королю Тибо II — дяде французской королевы Жанны Наваррской. По некоторым сведениям, всем претендентам на графство, потомкам Петронеллы Комменжской, (которых насчитывалось шестеро) Филипп Красивый выплатил небольшую компенсацию. В 1298 году король отдал графство в апанаж своему третьему сыну Карлу Красивому.
Лаура де Шабанэ первым браком была замужем за Симоном де Рошешуаром (1215—1284).
Дети:
- Эмери (ум. 1304), сеньор де Шабанэ
- Адель
- Летиция, c 1284 жена Раймонда VII, виконта де Тюренн.

Вторым браком Лаура де Шабанэ вышла замуж за Раймонда VI, виконта де Тюренн, вскоре умершего (1285). Этот брак был бездетным (по другим данным — дочь Маргарита, 1285—1313).